# 東日本 (小惑星)
東日本(29157 Higashinihon)とは、小惑星帯にある小惑星の1つ。仮符号1989 ET1。

## 概要
東日本は、1989年3月11日に関勉によって発見された。太陽からの平均距離は太陽と地球の間の距離の約2.2倍であり、公転周期は3.48年である。
2012年7月9日、この小惑星に東日本という名前が命名された。これは、東日本の発見が偶然、東日本大震災の元となった東北地方太平洋沖地震と同日であることに因み、東日本大震災から、全国民が「がんばろう」の精神で復興作業に尽力する事を願って命名された。そのため、かつてこの小惑星は「がんばろう(Ganbarou)」の名前で命名申請がされていたが、認められなかった。
2011年8月17日に地球に最接近し、視等級は17.6等級となった。